# Махмуд Дауд
Махмуд Дауд (нім. Mahmoud Dahoud; нар. 1 січня 1996, Амуда, Нахія Амуда, Сирія) — німецький футболіст сирійського походження, центральний півзахисник франкфуртського «Айнтрахта». 
Вихованець футбольної академії клубу «Боруссія» (Менхенгладбах).

## Клубна кар'єра

### Ранні роки
Махмуд народився в місті Амуда, що на північному сході Сирії. Коли йому було 10 місяців, його батьки були біженцями, які через турецький кордон втекли з Сирії. Зупинились вони недалеко від міста Дюссельдорф. Там він поступив у футбольну школу, і через кілька років його помітили скаути менхенгладбахської «Боруссії».

### «Боруссія (Менхенгладбах)»
Дебютував за основну команду «Боруссії» в матчі раунду плей-офф Ліга Європи, вийшовши на заміну на 55 хвилині замість Крістофа Крамера, у матчі проти боснійського клубу «Сараєво», в якому його команда перемогла 7:0. 23 вересня 2015 р. забив перший гол за «Боруссію» в домашньому матчі Бундесліги проти «Аугсбурга»(4:2) на 21 хвилині матчу.

### «Боруссія (Дортмунд)»
30 березня 2017 «Боруссія (Дортмунд)» оголосила про трансфер 21-річного гравця за 10-12 мільйонів євро підписавши контракт з півзахисником на 5 років. Гравець гратиме в новому клубі під 19-им номером. Дебютував за «джмелів» у Бундеслізі 19 серпня 2017 року, в гостьовому матчі проти «Вольфсбурга»(0:3) вийшовши на заміну на 61-й хвилині замість лідера «Боруссії» Маріо Гетце.
26 серпня 2018, в матчі проти «РБ Лейпциг» забив перший гол за «джмелів» на 21-й хвилині матчу дозволивши своїй команді виграти з розгромним рахунком — 4:1.

### «Брайтон»
Влітку 2023 року гравець в статусі вільного агенту залишив «Боруссію» та підписав контракт з клубом «Брайтон енд Гоув Альбіон». Контракт розрахований до 2027 року.

## Кар'єра в збірній
24 березня 2016 дебютував у молодіжній збірній Німеччини в матчі проти молодіжної збірної фарерських остовів. У цьому матчі його збірна виграла 4:1. Махмуд — учасник переможного для його команди молодіжного Євро-2017 в Польщі, де у фіналі німці перемогли іспанців.
У 2020 дебютував за національну збірну Німеччини.

## Титули й досягнення
- Володар Суперкубка Німеччини (1):

«Боруссія» (Дортмунд): 2019
- Володар Кубка Німеччини (1):

«Боруссія» (Дортмунд): 2020-21
- Переможець молодіжного чемпіонату Європи (1):

Німеччина U-21: 2017